# Aprilia RSV 1000
L'Aprilia RSV 1000 – chiamata fino al 2004 con il nome esteso di RSV Mille, modificato poi per renderlo più "internazionale" con le sole cifre – è una motocicletta del tipo maximoto o superbike, commercializzata (e aggiornata nelle varie versioni) dalla casa di Noale dal 1998 al 2008.

## Il contesto
Concepita nel 1993, è entrata in produzione solo cinque anni più tardi. L'intento dei dirigenti e degli ingegneri della casa italiana, era quello di costruire una moto capace d'inserirsi in un particolare segmento di mercato, ossia quello delle moto sportive di grossa cilindrata, che fino ad allora era dominato quasi esclusivamente dai modelli giapponesi, eccezion fatta per quelli prodotti dalla Ducati e, dal 1997, anche dalla MV Agusta.
Per rendere esclusivo questo modello, al pari di quelli prodotti dalla concorrenza, Aprilia scelse di utilizzare la RSV Mille nel Campionato mondiale Superbike, debuttando nel 1999 e rimanendovi fino al 2002, pur con risultati modesti rispetto alle attese della vigilia, anche a causa della scarsa competitività degli pneumatici Dunlop che la equipaggiavano; il miglior risultato fu infatti il terzo posto in classifica di Troy Corser nell'edizione 2000.
Tuttavia, solo successivamente si decise che la RSV Mille sarebbe dovuta virare verso un'impostazione da sportiva estrema: inizialmente, infatti, era stata concepita come un compromesso ideale tra un mezzo sportivo e turistico al tempo stesso; il target era quello di strappare il mercato alla Honda VFR. Per questo scopo, nacque poi nel 2001 l'Aprilia RST 1000 Futura, una sport-touring che utilizzava lo stesso propulsore della RSV Mille. Inoltre anche un altro modello derivato, la SL 1000 Falco, aveva come target diretto un altro modello Honda, la VTR 1000 Firestorm; si trattava di due sportive non estreme, dotate di semicarenatura. Questo motociclo entrò in produzione solamente dopo cinque anni dall'ideazione, con un insuccesso nelle vendite, soprattutto per ciò che concerne il modello iniziale, ossia quello del 1998; probabilmente, ciò dipese da un design fin troppo particolare per i tempi.
Nonostante ciò, con l'arrivo della RSV Mille, l'Aprilia riuscì a proporre una gamma completa di moto: quest'ultima infatti, ricopriva l'unico segmento nel quale la fabbrica italiana non operava. Tra l'altro confermava la sua vocazione sportiva e dava una certa continuità ai modelli di punta delle varie cilindrate, ossia l'Aprilia RS, proposta con motori monocilindrici da 50 e 125 cm³ e bicilindrico da 250 cm³. Queste ultime erano tutte derivate dai prototipi che correvano – e vincevano – nel motomondiale, nelle classi 125 e 250.
Sostanzialmente la RSV Mille riprendeva gli stessi concetti, tanto da mantenere invariato il nome ("RS"), e rimarcava la filosofia della casa di utilizzare motori sofisticati ("V", in quanto montava un bicilindrico a V), anche per grosse cilindrate ("Mille" o "1000", ossia la cubatura del due cilindri).
Anche la decisione di puntare su un motore a due cilindri non fu casuale: ad eccezione della Ducati, infatti, tutte le marche principali avevano scelto di utilizzare propulsori a quattro cilindri. Dal canto suo, da sempre l'Aprilia utilizzava motori da uno a due cilindri, sposando la filosofia dei propulsori poco frazionati, che dunque proseguì anche con la RSV Mille.

## Tecnica

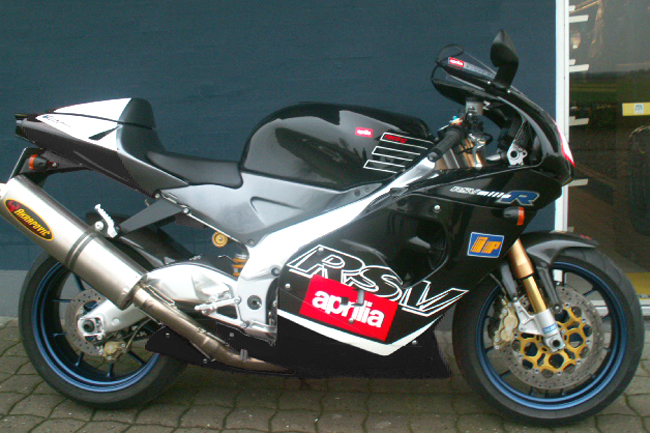
La RSV Mille R, versione 2000

La RSV Mille del 1998 poteva contare su un'impostazione tecnica avanzata e sull'impiego di leghe leggere assolutamente all'avanguardia per l'epoca. Le sue doti principali erano nel motore e nel telaio, due dispositivi molto sofisticati.
Il propulsore, di fabbricazione Rotax, era un bicilindrico a V di 60° quattro tempi, angolo scelto per ottimizzare la fluidodinamica e per rendere il motore particolarmente compatto. Il motore era del tipo superquadro, una soluzione tipica dei propulsori da corsa: questo garantisce notevoli prestazioni, regimi di rotazione elevati e potenze elevate. La moto era caratterizzata da un'erogazione particolarmente gestibile: a seconda del pilota l'erogazione poteva essere dolce o brusca e ruvida, ma sempre gestibile anche dai piloti meno esperti. Data l'architettura del motore, fu necessario installare un doppio contralbero anti vibrazioni (AVDC, brevetto Aprilia) per smorzare le vibrazioni.
La parte più interessante di questo motore risiedeva nel sistema di distribuzione e di accensione. Il propulsore utilizzava quattro valvole per cilindro, comandate da un doppio albero a camme in testa per bancata a sua volta azionato da un sistema misto di ingranaggi e catena. L'accensione invece era di tipo elettronico e utilizzava il sistema twin spark, ossia con due candele per cilindro. Sui primi prototipi vennero provati pistoni Asso Werke prodotti da stampi provvisori, inizialmente progettati per un monocilindrico Cagiva/Husqvarna poi non più prodotto; Rotax approvò tali stampi, e quelli definitivi, non più necessari, vennero modificati e usati per produrre i pistoni del motore automobilistico TVR a 6 cilindri in linea.
Anche l'alimentazione era gestita elettronicamente e faceva utilizzo di un iniettore per cilindro (multipoint). Essendo un motore a benzina, l'iniezione era indiretta(non essendo ancora utilizzata, al tempo, quella diretta.
La cilindrata effettiva era di 997,62 cm³ e sviluppava una potenza massima all'albero di 128 cavalli a 9250 giri al minuto; la coppia massima all'albero era di 10,5 kgm a 7000 giri minuto. Questo propulsore, raffreddato a liquido, era imbrigliato da un telaio a doppio trave inclinato, realizzato in lega di alluminio, che al tempo stesso era leggero e robusto e garantiva alla moto una notevole agilità e la miglior rigidità torsionale della categoria.
Altre soluzioni d'interesse erano il comando idraulico per la frizione, il dispositivo antisaltellamento meccanico PPC (Pneumatic Power Clutch, altro brevetto Aprilia – l'RSV fu la prima moto di serie a montare un dispositivo antisaltellamento) e l'utilizzo di una doppia pompa trocoidale per la circolazione dell'olio. Sia le sospensioni anteriori che quelle posteriori potevano essere regolate in estensione e compressione idraulica; si poteva agire sul precarico della molla.

## Le edizioni speciali e tirature limitate

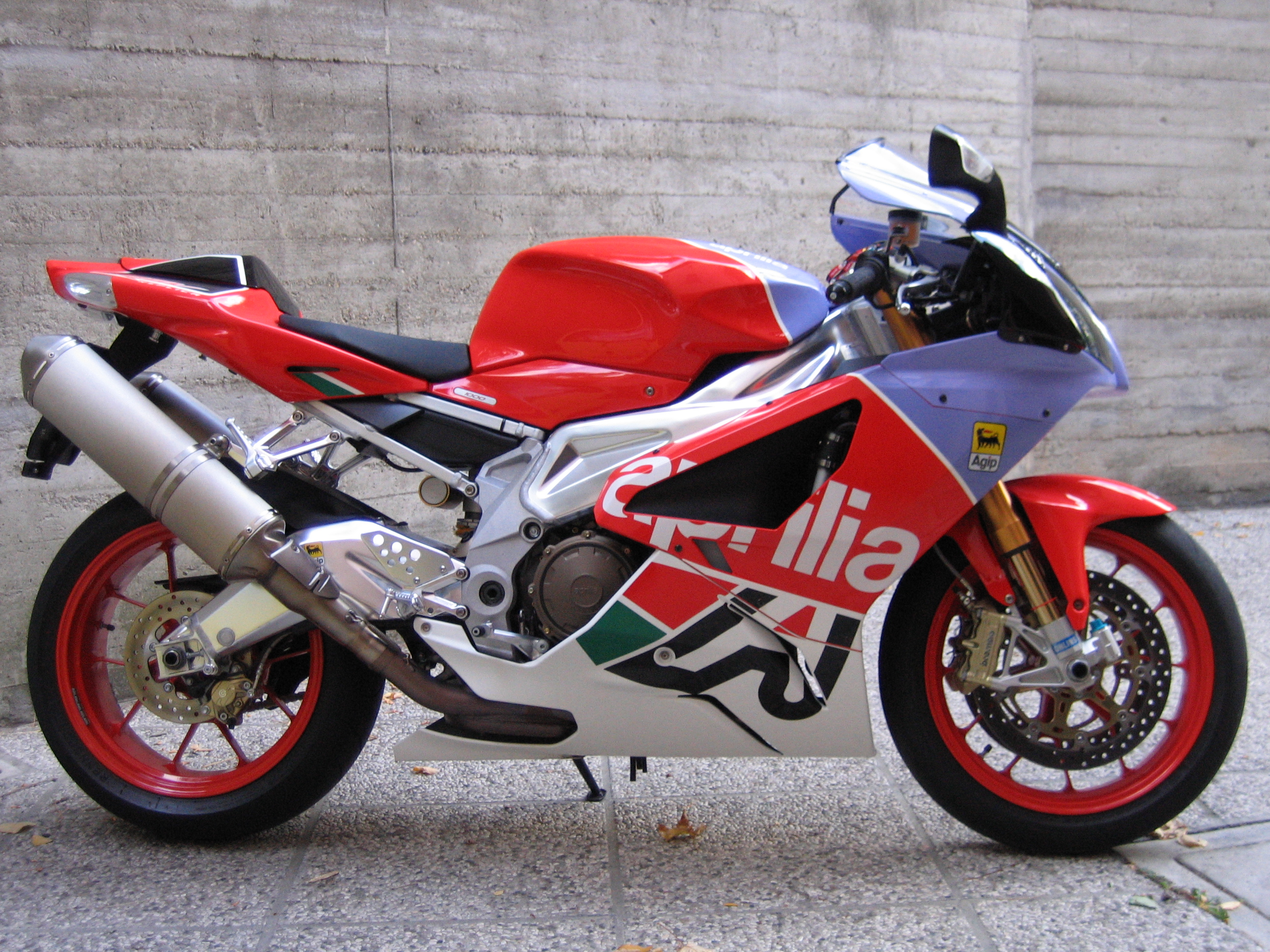
La RSV 1000 R, versione Bol d'Or Replica (2007-2008)

- 1999 - RSV Mille SP (Sport Production). Prodotta in 150 esemplari per poter concorrere al campionato del mondo Superbike, questa moto presentava differenze strutturali importanti, dalla sorella di serie. Innanzi tutto, poteva contare su una potenza superiore, ossia 145 Cv a 11.000, nonostante la cilindrata totale fosse leggermente inferiore (995,8 cm³). Tuttavia venne aumentato l'alesaggio dei pistoni (100mm), e ridotta la loro corsa (63.4), rendendo il motore ancora più potente, i corpi farfallati furono poi maggiorati, come anche l'airbox prodotto in fibra di carbonio. Il frutto di questo lavoro dipese anche da una rivisitazione dei cicli termodinamici del motore tramite l'utilizzo di un albero a camme diverso, cosa che contribuì anche a un leggero incremento della coppia. Inoltre utilizzando la fibra di carbonio, la moto venne alleggerita di circa quattro chilogrammi. Il telaio, sempre in lega leggera, migliorò le sue qualità, soprattutto la rigidità torsionale, superiore di circa il venti percento, a quella del modello base, gli attacchi motore e forcellone furono modificati rendendoli regolabili per permettere lo spostamento del baricentro e l'allungamento del passo.
- 2000 - RSV Mille R. Prima serie in commercio a seguito del campionato SBK monoposto prodotta in 1500 esemplari.
- 2002 - RSV Mille R Haga Replica. Prodotta in serie limitata per onorare il campione Noriyuki Haga che finì al 4º posto nella stagione precedente in sella a questa moto. Presentava livrea PlayStation 2 e doppio scarico Akrapovič e ben 3 CV in più rispetto al modello di serie.
- 2003 - RSV Mille R Edwards Replica.  Nata per celebrare il campione Colin Edwards nella classe MotoGp. Presentava livrea Gp Alice, o la più rara Laguna Seca replica, sempre con doppio scarico Akrapovic e corpi farfallati da 57mm bielle forgiate, che la facevano pesare 3 kg in meno e circa 6 cavalli in più rispetto al modello R.
- 2004 - RSV 1000 R Nera. Costosa ma altrettanto esclusiva e raffinata. Una moto unica per l'epoca. Impreziosita da una carenatura completamente in carbonio, anche il serbatoio e da particolari di alta classe, come i cerchi in magnesio forgiato. Prodotta in 200 esemplari (000-199), questa moto costruita interamente in carbonio, magnesio, titanio e alluminio forgiato Sviluppava ben 145 CV (6 in più rispetto alle standard) e pesava meno di 170 kg contro i 185 di una rsv di serie.
- 2007 - RSV 1000 R Bol d'Or Replica. Nata nel 2007 per ricordare la partecipazione di questa moto al Bol d'Or di Nevers Magny-Cours nel settembre 2006, grazie anche al team della rivista Motociclismo e grazie anche ad Alessandro Imeri, grande appassionato ed estimatore di Aprilia, che vinse con la sua Replica Bol d'Or il concorso che ha visto 1046 progetti che gli appassionati avevano spedito al sito aprilia.com per suggerire la grafica da dedicare alla RSV 1000 R Factory che avrebbe partecipato alla più celebre 24 Ore motociclistica del mondo, in programma il 16 e 17 settembre a Magny Cours.

## Le evoluzioni

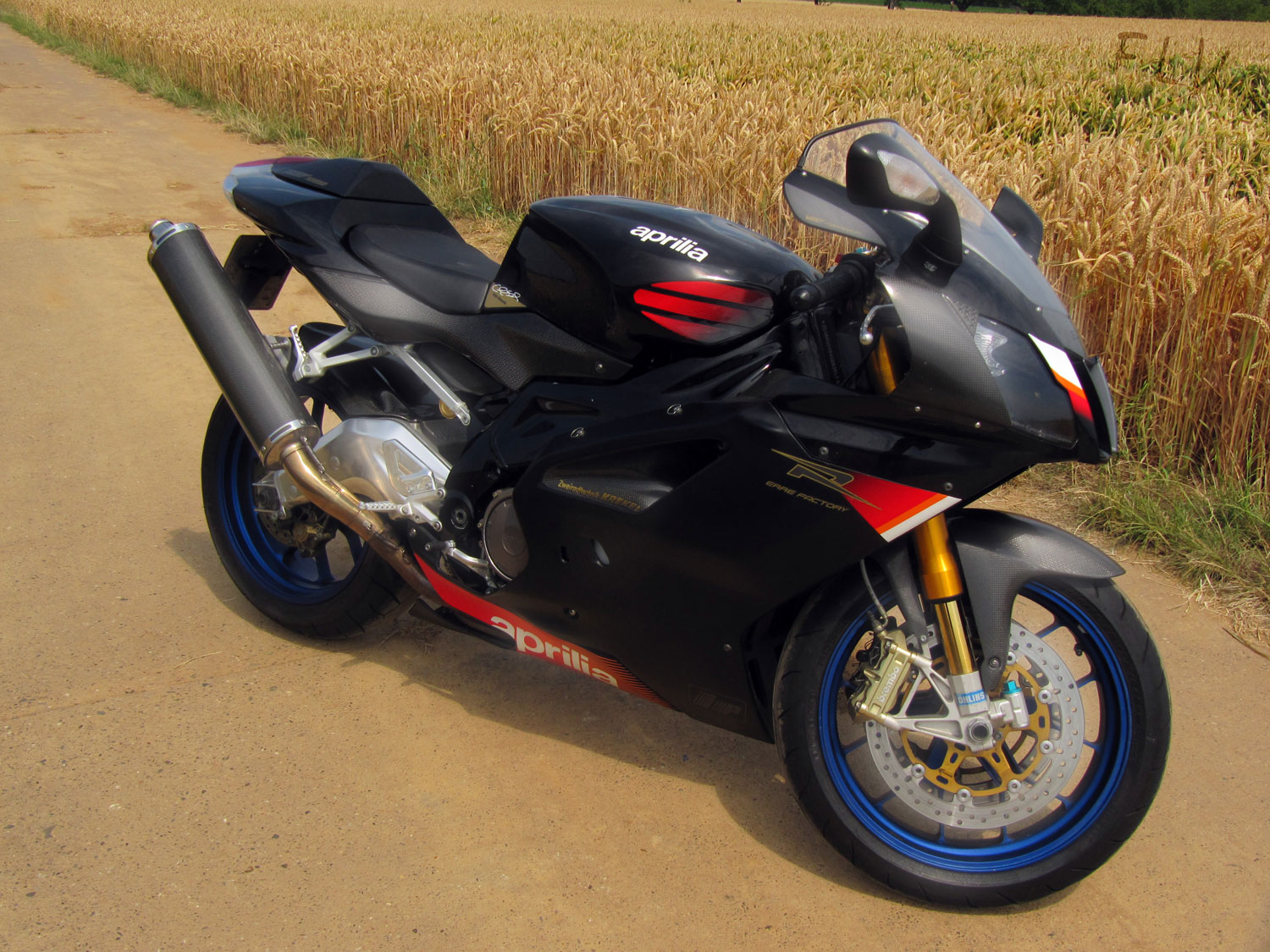
La RSV 1000 R Factory, versione successiva al restyling e cambio di denominazione

La seconda serie inizia nel 2000 dove la carena viene ridisegnata, cambia codino, frontale, faro, serbatoio (ora in nylon e non più in metallo per tutte le versioni, sella, estrattori radiatori più grandi, oltretutto viene anche aggiornato il telaio con motore in posizione più alta e pivot più in basso. Vengono anche aggiornati i dischi freno e le pinze, passando dalla serie oro Brembo alle Triple Bridge del medesimo marchio. La potenza passa dai 86,5 kW (116 CV) del periodo 1998-2000 ai 92Kw (125 CV) del 2001-2003, a parte la versione limitata "Edwards" con motore RL da 95Kw (la normale monta motore RP) grazie a bielle aggiornate e corpi farfallati da 57mm in luogo dei 51mm.
Nel 2003 vengono anche aggiornate le forcelle Öhlins del modello "R" con il nuovo attacco radiale (prima moto di serie a montarle) e il codone più spigoloso e rastremato che poi verrà condivisa con la Tuono di prima generazione, il cambio passando all' NG con prima e seconda marcia più lunghe, terza e quarta invariate e quinta e sesta più corte e ravvicinate per favorire l'utilizzo sportivo e infine sulla versione "R" il telaio e forcellone per la prima volta sono verniciati di nero e non anodizzati argento come le serie precedenti.
La terza serie inizia nel 2003 La potenza passa a 102Kw (138,7CV) rispettando la normativa EURO2, la moto viene completamente rivisitata, comandi freno e frizione semiradiali, una nuova carena, la versione "FACTORY " è impreziosita da cerchi in alluminio forgiato, mono-ammortizzatore e forcella Öhlins e particolari in carbonio. Esteticamente è stata rimpicciolita in tutte le sue misure per renderla maggiormente compatta, l'intera carenatura è stata ridisegnata, seguendo anche i nuovi dettami estetici degli indicatori di direzione incorporati anteriormente negli specchietti retrovisori e posteriormente nel codone, i fari passano da uno a due e il serbatoio viene ridimensionato. Nuovo anche il telaio, più reattivo e con baricentro più basso, il forcellone diventa a doppia banana per ospitare meglio il doppio scarico. Il motore viene rivisto, prendendo il nome di Magnesium (dal materiale con cui sono costruiti carter frizione e coperchi punterie, una lega di magnesio). Nel motore viene abbandonata la soluzione "Twin Spark" ,aumentato il diametro delle valvole di scarico, nuovi alberi a camme con alzate differenti monolitiche e utilizzate nuove bielle più rigide senza aumentarne la massa, il limitatore di giri sale e passa da 10200 giri/min a 10600 giri/min, nuova anche la presa d'aria frontale che fa respirare il motore che diventa dinamica e a geometria variabile.
La quarta serie inizia nel 2006 La potenza passa a 105 kW (143  CV) grazie a nuove valvole di aspirazione più grandi rispettando la normativa EURO 3, La carena viene frazionata per facilitare lo smontaggio, il codone viene snellito e slanciato verso l'alto. La versione "R" (non Factory) viene dotata di forcella Öhlins.
Nel settembre 2008 viene presentata la RSV4 disponibile sul mercato dal 2009. Nata espressamente per le competizioni, questa nuova moto, equipaggiata con il nuovo propulsore V4, segna il ritorno della casa di Noale nel Campionato mondiale Superbike. La RSV4 manderà definitivamente in pensione la RSV bicilindrica nel 2009.